# 마귀상어
마귀상어(魔鬼鯗魚, Goblin shark, Mitsukurina owstoni)는 마귀상어과에 속한 유일한 종의 어류이다. '고블린 상어'라고도 불린다. 인도양을 제외한 심해에 분포한다. 몸길이는 2~ 7m이다. 최대 몸길이 7m, 몸무게 300kg의 기록이 있으며 과학자들은 5~7m까지 자랄 것이라고 추정하고 있다. 코가 길고 인간에게는 해를 입히지 않는다. 평상시에는 입모양이 일반 상어랑 다르지 않지만 먹이를 먹을 때 턱이 튀어나온다. 코의 '로렌치니 기관'을 이용해서 전기를 감지해 물고기를 먹는다.'로렌치니 기관'은 머리나 주둥이의 있는 기관으로 개구부라는 구멍을 통해 전도성이 있는 젤리형태의 물질을 통해 신경으로 감지한다. 마귀상어는 다른상어보다 로렌치니 기관이 더 많다. 그래서 심해에 살기 더 적합하다. 1200~1300m의 심해에 산다. 조개, 물고기 등을 먹이로 삼으며, 몸의 색이 일반 상어라고는 믿기지 않는 흰색, 분홍색을 띤다. 세계에서 30번도 발견되지 못한 희귀한 종이다. 대부분 죽은 채로 발견되었다. 이 상어는 '샌드타이거상어'와 깊은 관련이 있다.

## 서식지
마귀상어는 전 세계에서 분포하지만 발견하기 어려운 희귀종이다 대서양에서는 북부 멕시코만, 수리남, 프랑스령 기아나, 서쪽의 브라질 남부, 프랑스, 포르투갈, 마데이라, 동쪽의 세네갈에서 서식이 목격되었으며, 대서양 중앙 해령을 따라 발달한 해산에서 잡히기도 하였다. 인도-태평양과 오세아니아에서는 남아프리카 공화국, 모잠비크, 일본, 대만, 호주, 뉴질랜드, 남부 캘리포니아에서도 발견되었다.
이 종은 270~960m(890-3,150ft) 깊이의 대륙 경사면의 상부에서 가장 많이 발견된다. 가끔은 1300m(4,300ft) 깊이에서도 잡혔으며, 1,370m(4,490ft) 깊이에 설치된 해저 케이블에서 마귀상어의 치아가 발견되기도 했다. 성체들은 준성체들보다 훨씬 더 깊은 곳에서 살며, 어린 마귀상어들은 깊이가 100~350m(330-1,150ft)의 일본 남부 협곡에서 자주 발견되며, 때때로 수심 40m(130ft) 이하의 얕은 해안가로 이동하는 것들도 있다.

## 인간과의 관계
마귀상어와 관련된 최초의 연구 결과 중 일부는 1910년에 발표되었고, 그 연구자는 "새 상어는 확실히 괴상하다" 그리고 "가장 주목할 만한 특징은 기묘하게 길어진 코이다"라고 썼다. 마귀상어가 사는 곳의 깊이를 감안해보면 이 상어는 인간에게 아무런 위험이 없다. 몇 마리의 표본이 산 채로 수족관에 전시되었지만 얼마 살아남지 못했다. 하나는 도카이 대학에 보관되어 일주일 동안 살았고, 다른 하나는 도쿄 바다 생명 공원에 보관되어 이틀 동안 살았다. 그것의 경제적 중요성은 미미하다. 고기는 말리고 소금에 절일 수 있지만, 턱은 수집가들로부터 높은 가격을 받는다. 일본인들은 간유와 비료에도 사용했다. 마귀 상어는 어업의 대상이 아니지만 종종 자망과 저인망 어선에서의 어획이나 길쭉한 줄에 걸려 드는 것, 낚시 장비에 얽혀있는 것으로 발견되기도 한다. 국제 자연 보전 연맹(IUCN)은 마귀 상어를 최하위 관심사로 선정했다. 서식지는 넓지만 성체가 거의 없기 때문에 대부분의 마귀 상어가 열악한 환경에서 살고 있다고 추측된다.

## 묘사

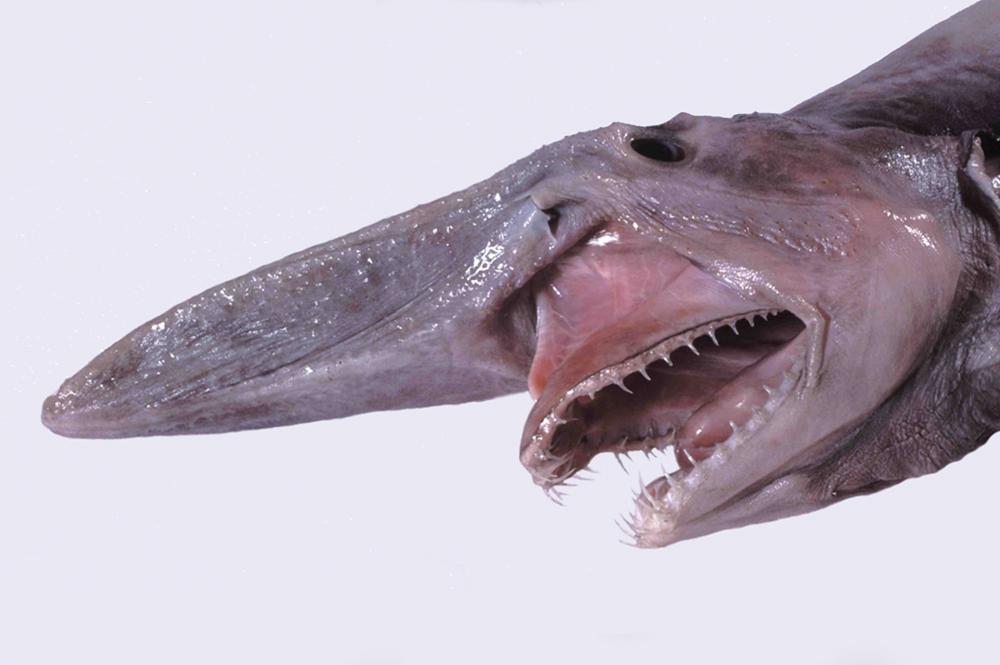
마귀상어의 턱은 먹이를 먹을 때 극적으로 확장된다.

마귀상어는 독특하게 길고 납작한 주둥이를 가지고 있으며, 칼날을 닮았다. 주둥이의 비례 길이는 나이가 들수록 감소한다. 눈은 작고 보호막은 없다. 큰 입은 포물선 모양이다. 턱은 매우 돌출되어 있고 중둥이의 끝부분까지 확장될 수 있지만, 보통 주둥이는 머리 아래쪽에 평평하게 고정된다. 윗니는 35~53개이고, 아랫니는 31~62개이다. 턱의 주요 부분의 치아는 길고 좁으며, 특히 심피근(턱 중간점) 근처에 있는 치아는 세로로 정교하게 홈이 파여 있다. 턱의 귀퉁이에 있는 뒷니는 작고 납작한 모양으로 뭉개져 있다. 톱니 길이와 너비의 많은 개별적인 변화가 일어나는데, 이는 톱니 양쪽이 주상추에 더 작은 커플릿을 가지고 있는지 여부, 그리고 심혈관계 또는 주상치와 후방치 사이에 이빨이 없는 틈이 존재하는지 여부에 관한 것이다. 다섯 쌍의 아가미 조각은 짧고, 안쪽의 아기미 필라멘트는 부분적으로 노출되어 있다. 다섯 번째 쌍은 가슴지느러미의 근원 위에 있다.
몸은 꽤 가늘고 축 늘어져 있다. 두 등지느러미는 크기와 모양이 비슷하며, 작고 둥글다, 가슴 지느러미 또한 작고 둥글다. 골반과 항문 지느러미는 밑부분이 길고 등지느러미보다 크다. 사두근은 좌우로 납작하고 용골이나 발톱이 없다. 부드럽고 반투명한 피부는 피부 치아의 덮개로 거친 질감을 가지고 있으며, 각각의 긴 능선을 가진 짧은 직립 척추와 같은 모양을 하고 있다. 이 종의 살아 있는 상어는 피부 아래 보이는 혈관 때문에 분홍색이나 황갈색으로 보인다. 나이가 들면서 색이 짙어진다. 하지만 어린 상어는 거의 백색이다. 지느러미의 여백은 반투명 회색 또는 파란색이며 눈은 푸른 줄무늬가 있는 검은색이다. 죽은 후, 색은 곧 칙칙한 회색이나 갈색으로 변한다.

## 생태
살아 있는 마귀상어에 대한 관찰은 부족하지만, 그것의 해부학은 그것의 생활습관이 활발하지 않고 느리다는 것을 암시한다. 골격이 축소되고 석회화가 잘 되지 않으며, 옆면을 따라 있는 근육이 약하게 발달되어 있으며, 지느러미가 부드럽고 작다. 낮은 각도로 잡히는 긴 꼬리지느러미 또한 느린 헤엄을 치는 상어의 전형이다. 긴 주둥이는 다른 동물들에 의해 생성된 약한 전기장을 감지할 수 있는 수많은 전류감지 감각을 가지고 있기 때문에 감각 기능을 가지고 있는 것으로 보인다. 상어의 뇌에서 상대적으로 작은 시신경을 고려할 때 시력은 다른 감각보다 덜 중요한 것으로 보인다. 하지만 대부분의 심해 상어와는 달리, 동공의 크기를 바꿀 수 있기 때문에, 어떤 상황에서는 시야를 사용할 수도 있다. 도깨비 상어는 청상어의 먹이가 될 수 있다.

### 먹이
마귀상어는 주로 꼬리민태나 용어와 같은 경골 어류를 잡아먹는다. 또한 두족류와 갑각류를 소비하는데, 여기에는 십각류와 등각류가 포함된다. 먹이로 알려진 것은 로우즈피시(대구의 일종)와 오징어이다. 마귀상어는 해저와 그 위쪽에서 먹이를 찾아다닌다.
이것은 빠른 수영 선수가 아니기 때문에, 마귀상어는 매복 포식자일지도 모른다. 밀도가 낮은 살과 큰 기름진 간은 중성으로 부력을 일으켜, 탐지를 피하기 위해 최소한의 움직임으로 먹이를 향해 표류할 수 있게 한다. 일단 먹이가 사정거리에 들어오면, 상어의 전문화된 턱이 앞쪽으로 튀어 올라 먹이를 잡을 수 있다. 턱의 돌출은 하악관절과 관련된 두 쌍의 탄성 인대에 의해 도움을 받는데, 하악관절은 턱이 정상적인 수축 위치에 있을 때 팽팽하게 당겨지고, 상어가 물면 인대는 긴장을 풀고 턱을 앞으로 "구르기" 한다. 동시에 입 바닥에 잘 발달한 기저귀(혀와 유사)가 떨어져 구강을 넓히고 물과 먹이를 빨게 된다. 2008년과 2011년 동안 처음으로 공격 및 먹이 포획 이벤트가 비디오로 녹화되었으며, 도깨비 상어의 교란성 턱의 사용과 체계성을 확인하는 데 도움이 되었다. 이 비디오 증거들은 턱이 확실히 독특하지만, 마귀상어는 많은 고등어 상어의 전형적인 먹이 포획 형태인 램 먹이를 사용한다는 것을 암시한다. 마귀상어가 독특한 것은 먹이를 줄 때 턱의 운동학이다. 아래턱은 더 복잡한 움직임을 보이는 것으로 보이며 먹이를 잡는 데 중요하다. 위턱과 아래턱을 합친 측정된 돌출부들은 마귀상어 턱을 다른 상어들보다 2.1배에서 9.5배 정도 더 잘 구부러지게 했다. 아래턱은 앞쪽으로 튀어나올 뿐 아니라 위쪽으로 휘둘러 먹이를 잡기 때문에 위턱보다 약 2배 빠른 속도를 보이며, 최대 속도는 3.14m/s이다. 마귀상어는 파업 중 개폐 패턴이 반복돼 다른 상어에서는 처음 보는 행동이며 턱이 튀어나오는 정도와 관련이 있을 수 있다. 이 "새총" 방식의 먹이는 마귀상어가 먹이를 뒤쫓지 않고도 알아보기 어렵고 빠른 먹이를 잡을 수 있도록 함으로써 수영 능력이 떨어지는 것을 보안하기 위한 적응이 될 수 있다.

### 일대기
임신한 암컷이 아직 발견되고 연구되지 않았기 때문에 마귀상어 번식에 대해 알려진 것은 거의 없다. 미개발된 알을 먹음으로써 임신 중에 자라는 작은 배아와 생식성이 있는 다른 고등어 상어의 생식 특성을 공유한 것으로 보인다. 출생 크기는 알려진 가장 작은 표본의 길이인 82cm(32인치)에 가깝다. 수컷은 약 2.6m(8.5ft) 길이에서 성적으로 성숙하지만, 암컷은 크기가 얼마나 되어야 성숙해지는지를 알 수 없다. 일부 연구원들은 자신들의 연구와 이전의 연구 결과를 바탕으로 수컷 마귀상어는 약 16살에 성숙하고 60년까지 살 수 있다고 추정했다.

## 계통발생과 진화
형태학에 기초한 계통발생학 연구는 마귀상어를 고등어상어로 알려진 람니폼류 중 가장 기본적인 종으로 분류했다. 유전자 데이터를 사용한 연구에서도 이 종의 기본 분류가 확인되었다. 미츠쿠리니과는 미츠쿠리나과, 스카파노린쿠스과, 아노모토돈으로 대표되며, 백악기 시대(C.125–113Ma)로 거슬러 올라간다. 미쓰쿠리나는 중세 에오세(c. 49–37 Ma) 기간 동안 화석 기록에 처음 나타난다. 팔로겐 시대(경 66~23Ma) 동안 따뜻한 얕은 물에서 살았던 스트리아톨라미아 마크로타도 미츠쿠리나 종이다. 고대의 마지막 혈통으로서, 그리고 몇 가지 원시적인 특성을 가진 마귀상어는 "살아있는 화석"으로 묘사되어 왔다.